# Gråå BK
Gråå BK ist ein schwedischer Volleyballverein in Göteborg, Schweden. Der Verein wurde 1976 gegründet und besteht aus einer Frauen- sowie einer Männermannschaft. Beide Mannschaften spielen in der dritten schwedischen Volleyball-Division.
Die Heimspiele werden in der Gamlestadshallen im Stadtteil Gamlestaden ausgetragen.